# Rue Achille-Flaubert
La rue Achille-Flaubert est une voie publique de la commune de Rouen. Située dans la partie ouest de la ville, elle appartient au quartier Pasteur-Madeleine.

## Situation et accès
La rue Achille-Flaubert est située à Rouen. Elle se trouve en lieu et place de l'ancien lieu-dit Pré de la Bataille, qui constitue plus tard une portion du faubourg Cauchoise. Elle appartient désormais au quartier Pasteur-Madeleine.

## Origine du nom
Elle porte le nom de Achille Flaubert (1784-1846), chirurgien-chef de l'Hôtel-Dieu de Rouen et père de l'écrivain Gustave Flaubert (1821-1880).